# 基尔萨诺夫卡农村居民点
基尔萨诺夫卡农村居民点（俄语：Кирсановское сельское поселение）是俄罗斯联邦沃罗涅日州格里巴诺夫斯基区所属的一个农村居民点。其下辖有2个居民点，行政中心为基尔萨诺夫卡。据2016年统计，该农村居民点的人口为876人。